# Idiops crudeni
Idiops crudeni là một loài nhện trong họ Idiopidae.
Loài này thuộc chi Idiops. Idiops crudeni được J. Hewitt miêu tả năm 1914.